# George M. Pritchard
George Moore Pritchard (* 4. Januar 1886 bei Mars Hill, Madison County, North Carolina; † 24. April 1955 in Asheville, North Carolina) war ein US-amerikanischer Politiker. Zwischen 1929 und 1931 vertrat er den Bundesstaat North Carolina im US-Repräsentantenhaus.

## Werdegang
George Pritchard war der Sohn von US-Senator Jeter Connelly Pritchard (1857–1921). Er besuchte die öffentlichen Schulen in Marshall und in Washington, D.C. sowie das dortige Emerson Institute. Später studierte er an der University of North Carolina in Chapel Hill. Nach einem anschließenden Jurastudium an der University of South Carolina in Columbia und seiner 1908 erfolgten Zulassung als Rechtsanwalt begann er in Greenville (South Carolina) in diesem Beruf zu arbeiten. Im Jahr 1910 verlegte er seinen Wohnsitz und seine Kanzlei nach Marshall.
Politisch war Pritchard Mitglied der Republikanischen Partei. Von 1916 bis 1917 saß er als Abgeordneter im Repräsentantenhaus von North Carolina. Im Jahr 1917 wurde er Kurator der University of North Carolina. Zwischen 1919 und 1922 war Pritchard Staatsanwalt im 19. Gerichtsbezirk seines Staates. Seit 1919 lebte er in Asheville. 1928 führte er den Vorsitz der Republikaner im Buncombe County. Bei den Kongresswahlen desselben Jahres wurde er im zehnten Wahlbezirk von North Carolina in das US-Repräsentantenhaus in Washington gewählt, wo er am 4. März 1929 die Nachfolge von Zebulon Weaver antrat. Da er im Jahr 1930 auf eine weitere Kandidatur verzichtete, konnte er bis zum 3. März 1931 nur eine Legislaturperiode im Kongress absolvieren.
1930 kandidierte Pritchard erfolglos für den US-Senat. Beruflich war er in den folgenden Jahren wieder als Anwalt tätig. 1932 nahm er als Delegierter an der Republican National Convention in Chicago teil, auf der Präsident Herbert Hoover zur Wiederwahl nominiert wurde. 1948 bewarb sich George Pritchard erfolglos für das Amt des Gouverneurs von North Carolina. Er starb am 24. April 1955 in Asheville.